# Seymouria
Seymouria là một con tetrapod giống loài bò sát ở Permian sớm ở Bắc Mỹ và Châu Âu (khoảng 280 đến 270 triệu năm trước). Nó nhỏ, chỉ dài 2 ft (60 cm). Seymouria thích nghi tốt với cuộc sống trên đất liền, với nhiều đặc điểm của bò sát - thật ra, người ta nghĩ nó là một loài bò sát nguyên thủy.

## Lịch sử khám phá

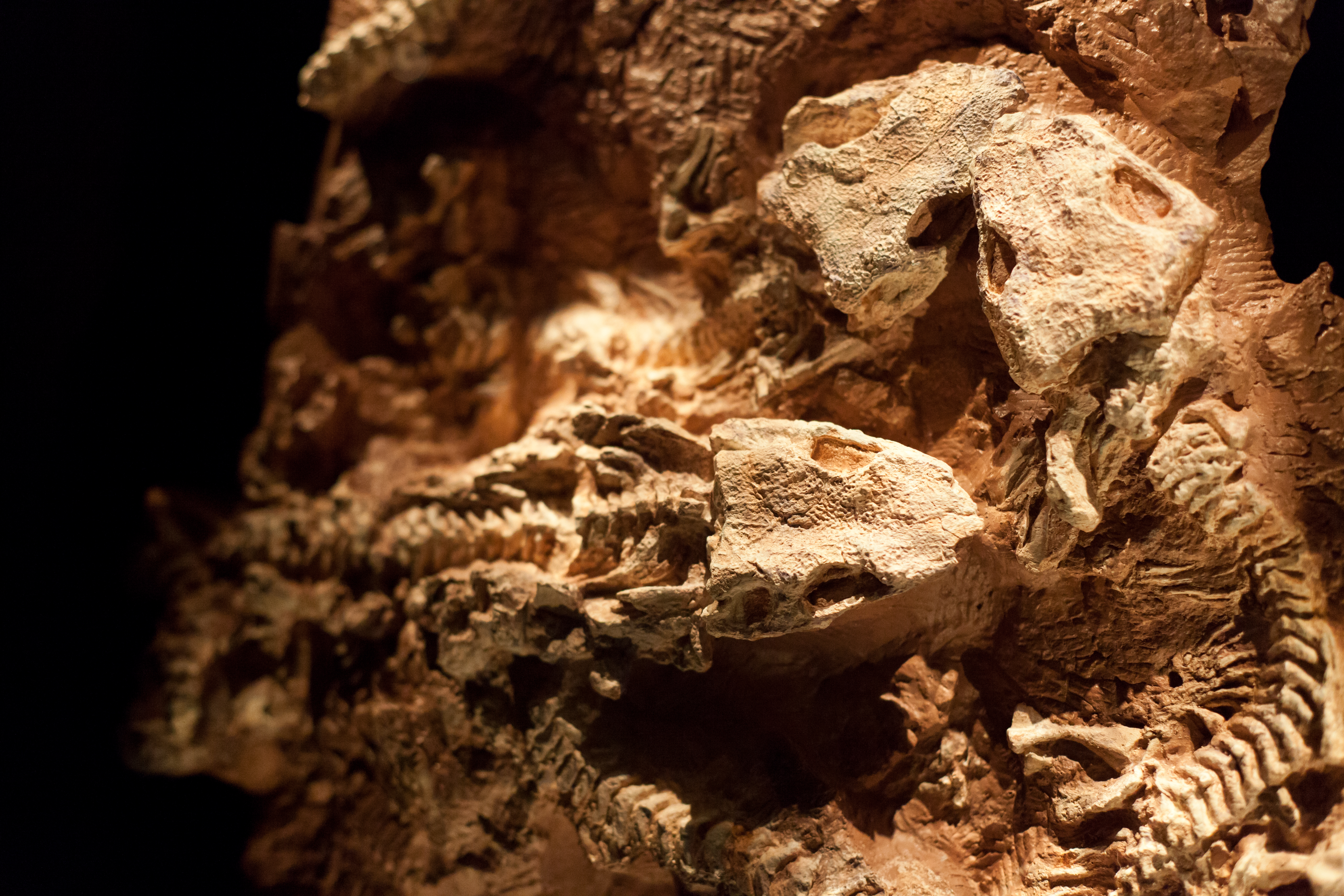
Mẫu vật ở Drumheller

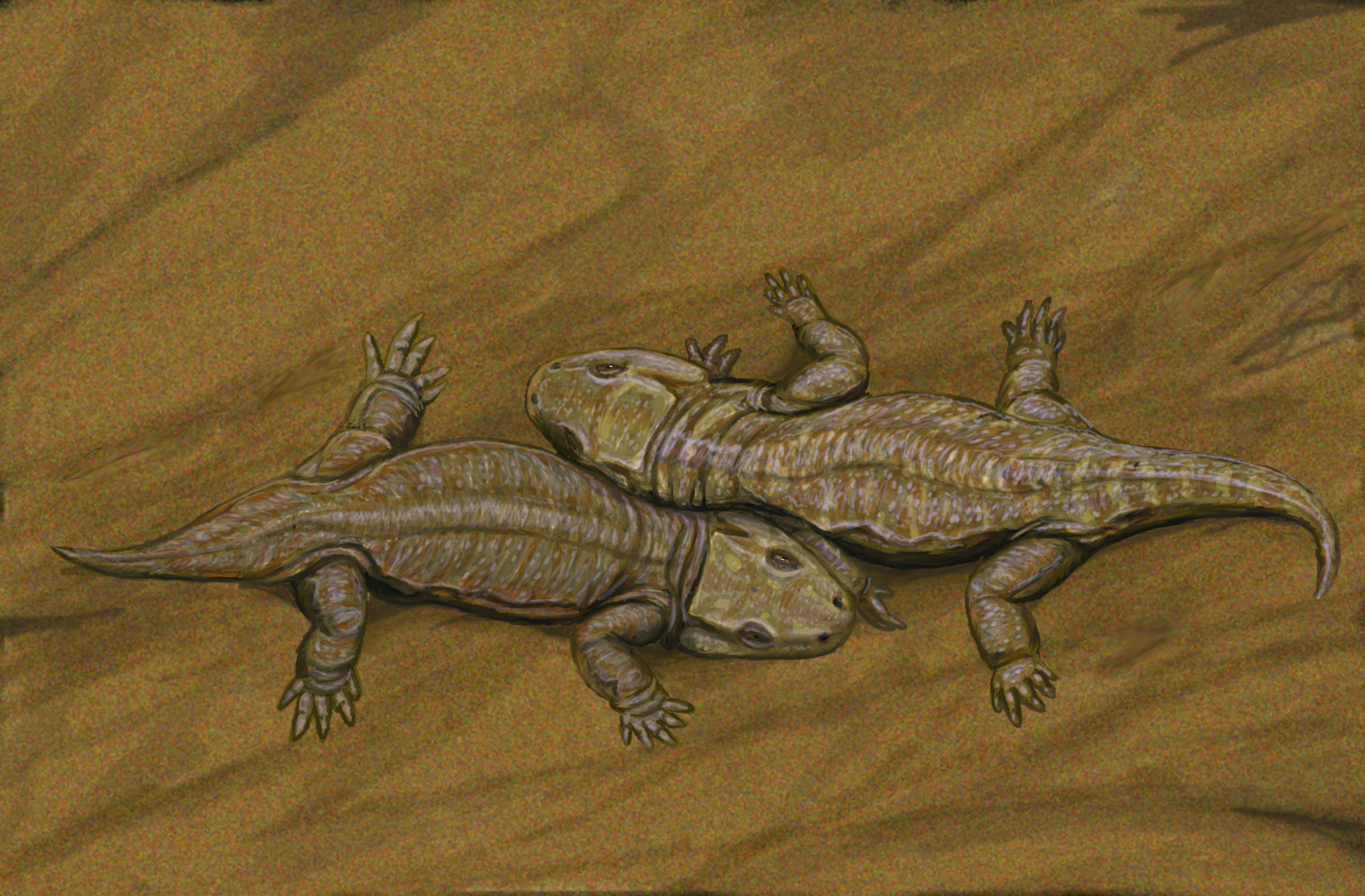
S. sanjuanensis

Hóa thạch của Seymouria lần đầu tiên được tìm thấy ở Seymour, quận Baylor, Texas (do đó tên của loài, Seymouria baylorensis, hay "quận Baylor của Seymour"). Trong nhiều năm, nhiều hóa thạch được lưu giữ tốt đã được tìm thấy ở Bắc Mỹ và Đức, bao gồm cả "Những người yêu Tambach", hai cá thể của S. sanjuanensis hóa thạch nằm bên cạnh nhau (mặc dù tất nhiên nó không thể được xác định cho dù họ thực sự là một cặp vợ chồng chết trong suốt thời gian giao phối). Seymouria agilis (Olson, 1980), được biết đến từ một mẫu duy nhất (holotype UCMP 143 277), bộ xương gần như hoàn chỉnh từ Chickasha Formation of Oklahoma, được  Michel Laurin và Robert R. Reisz to Macroleter.